# Allhelgonagatan

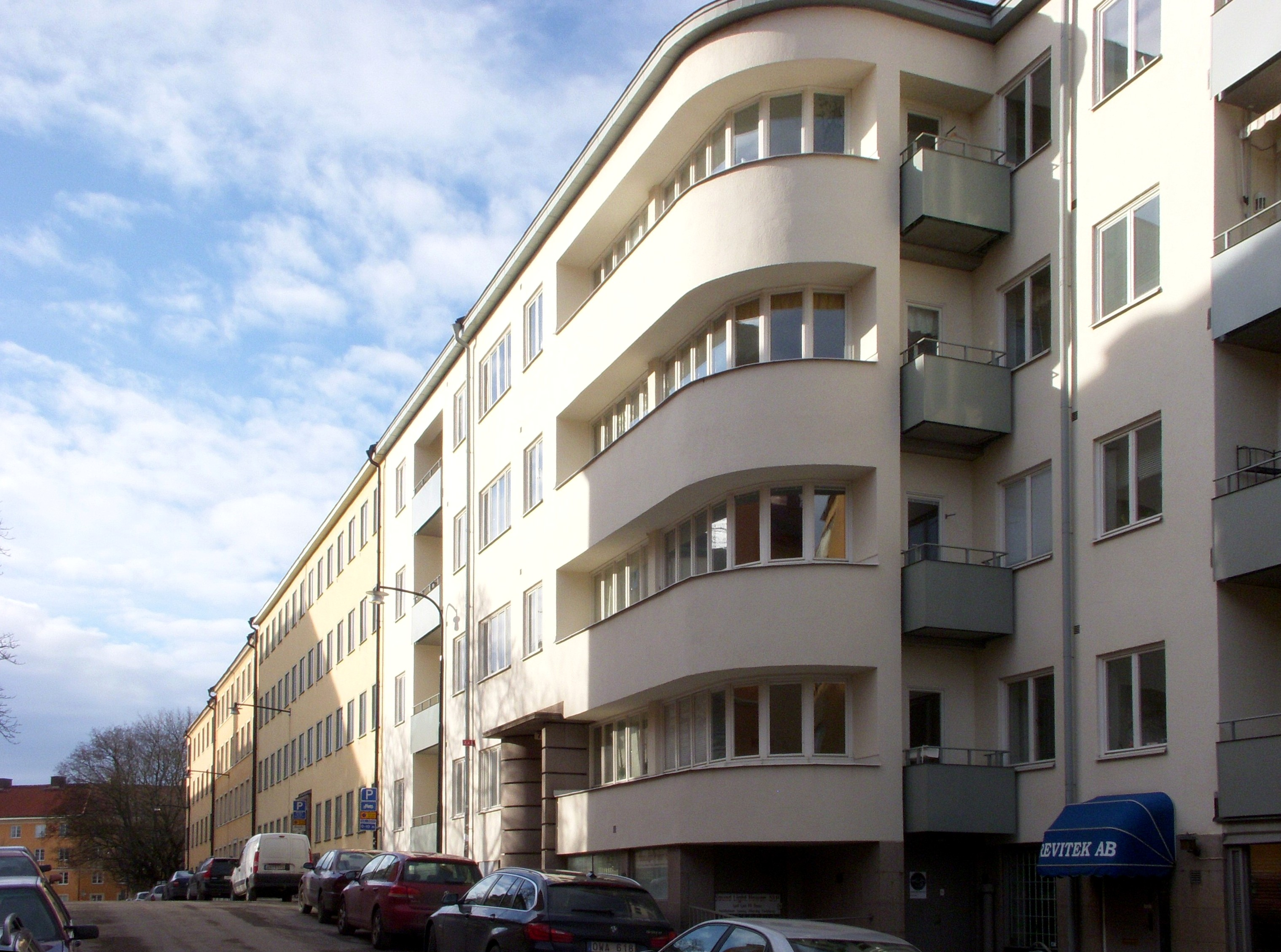
Allhelgonagatan 7−9, arkitekt Ture Sellman.

Allhelgonagatan är en gata på Södermalm i Stockholm. Gatan sträcker sig från parken Helgalunden och Allhelgonakyrkan i väster till Götgatan i öster. Gatan fick sitt nuvarande namn 1930. Vid Allhelgonagatan finns några kulturhistoriskt intressanta byggnader, bland annat Allhelgonagatan 7−9, ritad av arkitekt Ture Sellman, och före detta Katarina realskola, som ritades av Paul Hedqvist och David Dahl.

## Historik

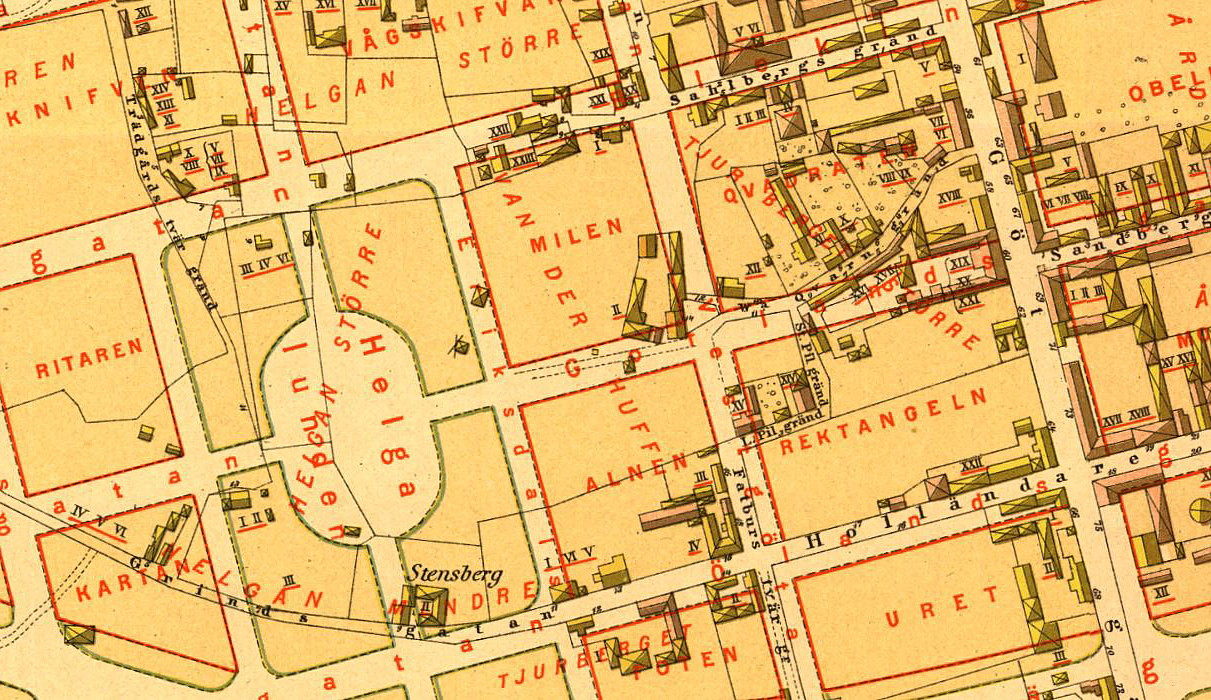
Regleringskarta från 1885.

Allhelgonagatan har sitt namn efter Allhelgonakyrkan. Här ligger kvarteret Helgan, som i sin tur uppkallades efter väderkvarnen Helgans ägare Helge Helgesson (död 1672). Helgan eller Häljan var ursprungligen från 1600-talet, möjligen av holländsk typ, som senare ersattes av en stolpkvarn. Denna revs 1889.
I samband med Lindhagenplanens förverkligande lades 1885 en rutnätsplan med rektangulära kvarter över området Helgalunden, och ungefär i Allhelgonagatans läge var det meningen att dra Gotlandsgatan längre västerut ända ner till Ringvägen och en liten bit till. Planen gick dock inte att genomföra på grund av traktens besvärliga topografi. Stadsplanen för Helgalunden ritades 1913 av Per Olof Hallman och bearbetades 1928 av arkitekt Paul Hedqvist. Trakten fick då sitt nuvarande utseende och Allhelgonagatan sitt namn. 
Mot Götgatan finns trappor med entré till tunnelbanestationen Skanstull som anlades i början av 1930-talet. Skanstulls uppgång vid Allhelgonagatan öppnades 21 november 1957. Från början hette stationen Ringvägen, men bytte namn och från 1 oktober 1950 heter den Skanstull.

## Bebyggelse

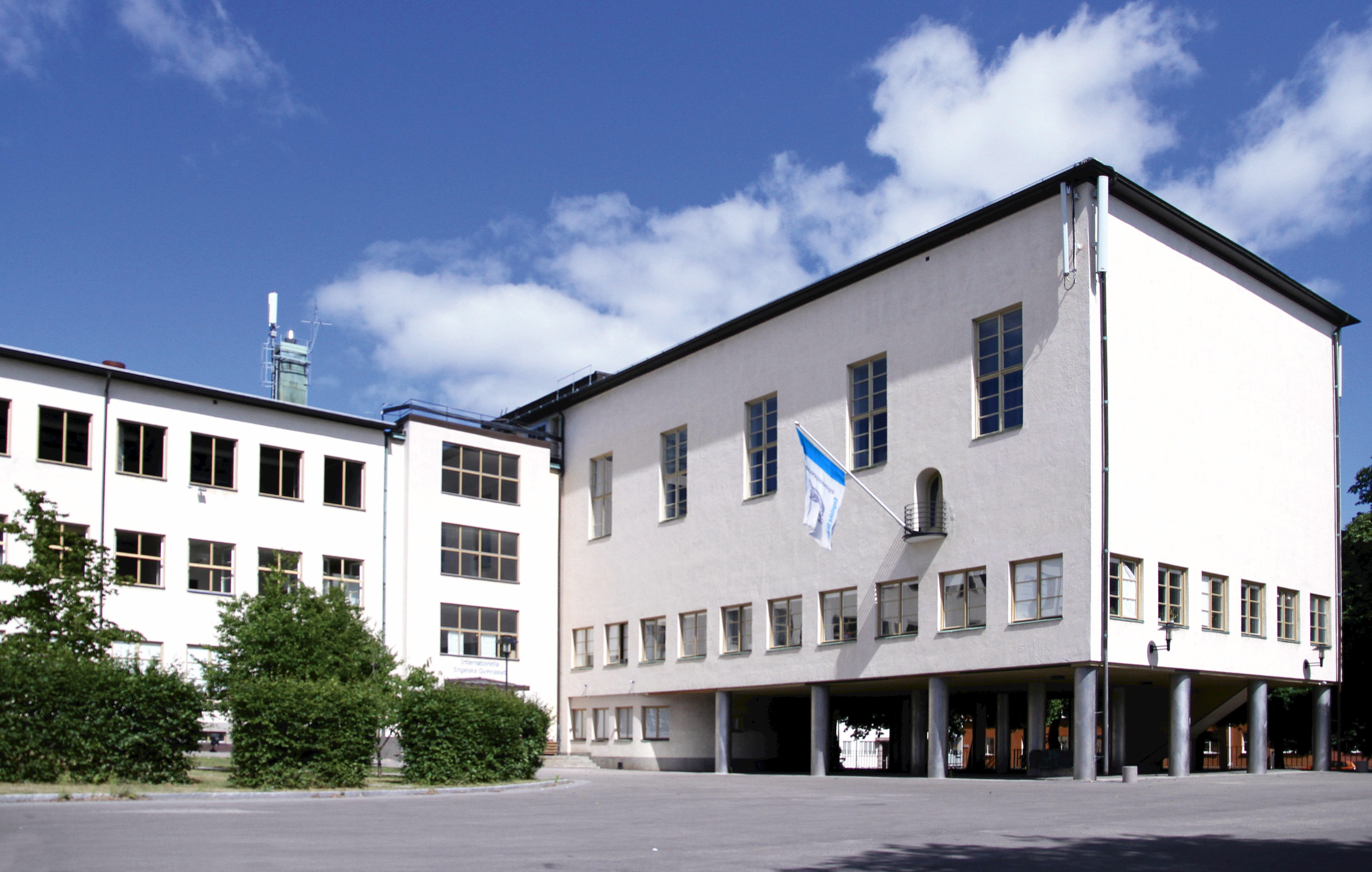
F.d. Katarina realskola, arkitekter Paul Hedqvist och David Dahl.

Vid Allhelgonagatan 7−9 märks ett bostadshus med drag av expressionism som 1935 ritades av arkitekt Ture Sellman. Med sina djupt inskurna fönsterband och det rundade hörnet är det ett för Sverige ovanligt hus. Största byggnad vid Allhelgonagatan är före detta Katarina realskola (numera Internationella Engelska Gymnasiet Södermalm) som uppfördes 1930–1931 efter ritningar av arkitekterna Paul Hedqvist och David Dahl och är ett av deras tidiga funktionalistiska verk.
Kulturhistoriskt intressanta byggnader som är blå- respektive grönklassade av Stockholms stadsmuseum.
- Allhelgonakyrkan (blå), arkitekt Joel Norborg.
- Katarina realskola (blå), arkitekter Paul Hedqvist och David Dahl.
- Allhelgonagatan 1-6, kvarteret Kvadraten (grön), arkitekter Bocander & Cronvall och Paul Hedqvist.
- Allhelgonagatan 7-9, kvarteret Kvadraten (grön), arkitekt Ture Sellman.
- Allhelgonagatan 11-15, kvarteret Kvadraten (grön), arkitekt Oscar Waller m.fl.
- Allhelgonagatan 6-14, kvarteret Halvmilen (grön), arkitekter Bocander & Cronvall m.fl.